# Prix Huabiao
Le Prix Huabiao ou en forme longue Prix Huabiao du cinéma chinois (chinois simplifié : 中国电影华表奖 ; pinyin : Zhōngguó Diànyǐng Huábiǎo Jiǎng) est une cérémonie annuelle de remise de prix pour le cinéma chinois. Nommés d'après les colonnes ailées décoratives chinoises (huabiaos), les prix Huabiao ont été institués pour la première fois en 1957 en tant que prix d'excellence cinématographique du ministère de la Culture.
Entre 1958 et 1979, aucun prix n'a été décerné. En 1994, les prix ont été renommés "Huabiao". La cérémonie a lieu à Pékin et est la plus haute distinction gouvernementale dans l'industrie cinématographique chinoise. Avec les Coqs d'or et les prix des Cent Fleurs, ce sont les trois principaux prix cinématographiques chinois.

## Cérémonies
| Cérémonie | Année                       | Meilleur réalisateur                         | Meilleur acteur            | Meilleure actrice      |
| --------- | --------------------------- | -------------------------------------------- | -------------------------- | ---------------------- |
| 1re       | 1994                        | Zhang Jianya                                 | Li Rentang                 | Ai Liya                |
| 2e        | 1995                        | Chen Guoxing Wang Ping                       | Gao Ming                   | Cao Cuifen             |
| 3e        | 1996                        | Wei Lian Feng Xiaoning                       | Fu Xuecheng Liu Peiqi      | Yu Hui                 |
| 4e        | 1997                        | Hu Bingliu Yang Guangyuan                    | Tang Guoqiang              | Tao Hong Pan Yu        |
| 5e        | 1998                        | Sun Sha Zhang Yimou Teng Wenji               | Shao Bing Zhao Benshan     | Xu Fan Mei Ting        |
| 6e        | 1999                        | Chen Guojun Wu Ziniu Zhang Jianya            | Chen Daoming Li Xuejian    | Jiang Wenli Chen Jin   |
| 7e        | 2000                        | Yu Benzheng Chen Li Huo Jianqi               | Wang Xueqi Wang Qingxiang  | Xi Meijuan Xia Lan     |
| 8e        | 2001                        | Song Yeming Sai Fu Mai Lisi                  | Hou Yong Wang Ji           | Tao Hong Yu Hui        |
| 9e        | 2002                        | Di Junjie Yang Yazhou                        | Liu Peiqi Lu Qi            | Ni Ping Huang Suying   |
| 10e       | 2003                        | Zheng Dongtian Huo Jianqi                    | Liu Wei Zhou Xiaobin       | Ju Xue Jiang Wenli     |
| 11e       | 2004                        | Yin Li Lu Chuan                              | Wu Jun Pu Cunxin           | Zhao Wei Zhang Ziyi    |
| 12e       | début-2007 ( 2005, 2006)    | Yin Li Gao Qunshu                            | Chen Kun Fu Dalong         | Li Bingbing Ding Jiali |
| 13e       | début-2009 (mi- 2007, 2008) | Feng Xiaogang Chen Kaige                     | Zhang Hanyu Guo Jinglin    | Zhang Ziyi Fan Zhibo   |
| 14e       | début-2011 (mi- 2009, 2010) | Wang Jia Shen Dong Han Sanping Huang Jianxin | Li Xuejian Ge You          | Xu Fan Naren Hua       |
| 15e       | début-2013 (mi- 2011, 2012) | Feng Xiaogang Chen Li                        | Huang Xiaoming Liu Zhibing | Zhang Ziyi Yan Bingyan |
| 16e       | début-2016 ( 2014, 2015)    | Tsui Hark                                    | Andy Lau                   | Bai Baihe              |
| 17e       | début-2018 ( 2016, 2017)    | Dante Lam                                    | Wu Jing                    | Chen Jin               |

## Catégories de récompense
- Prix Huabiao (Huabiao Film Award)
- Meilleur film étranger traduit (Outstanding Translated Foreign Film)

## Palmarès 1998

### Meilleur film étranger traduit
- Jurassic Park •  États-Unis

## Palmarès 2002

### Meilleur film étranger traduit
- Pearl Harbor •  États-Unis